# Halosauridae
Famille
Les halosaures ou halosauridés (Halosauridae) forment une famille de poisson téléostéen de l'ordre des Albuliformes, vivant dans les abysses.

## Liste des genres
Selon FishBase (7 octobre 2015) :
- genre Aldrovandia Goode & Bean, 1896
  - Aldrovandia affinis
  - Aldrovandia gracilis Goode & Bean, 1896
  - Aldrovandia mediorostris
  - Aldrovandia oleosa Sulak, 1977
  - Aldrovandia phalacra
  - Aldrovandia rostrata
- genre Halosauropsis Collett, 1896
  - Halosauropsis macrochir
- genre Halosaurus Johnson, 1864
  - Halosaurus attenuatus Garman, 1899
  - Halosaurus carinicauda
  - Halosaurus guentheri Goode & Bean, 1896
  - Halosaurus johnsonianus Vaillant, 1888
  - Halosaurus ovenii Johnson, 1864
  - Halosaurus pectoralis McCulloch, 1926
  - Halosaurus radiatus Garman, 1899
  - Halosaurus ridgwayi
  - Halosaurus sinensis Abe, 1974

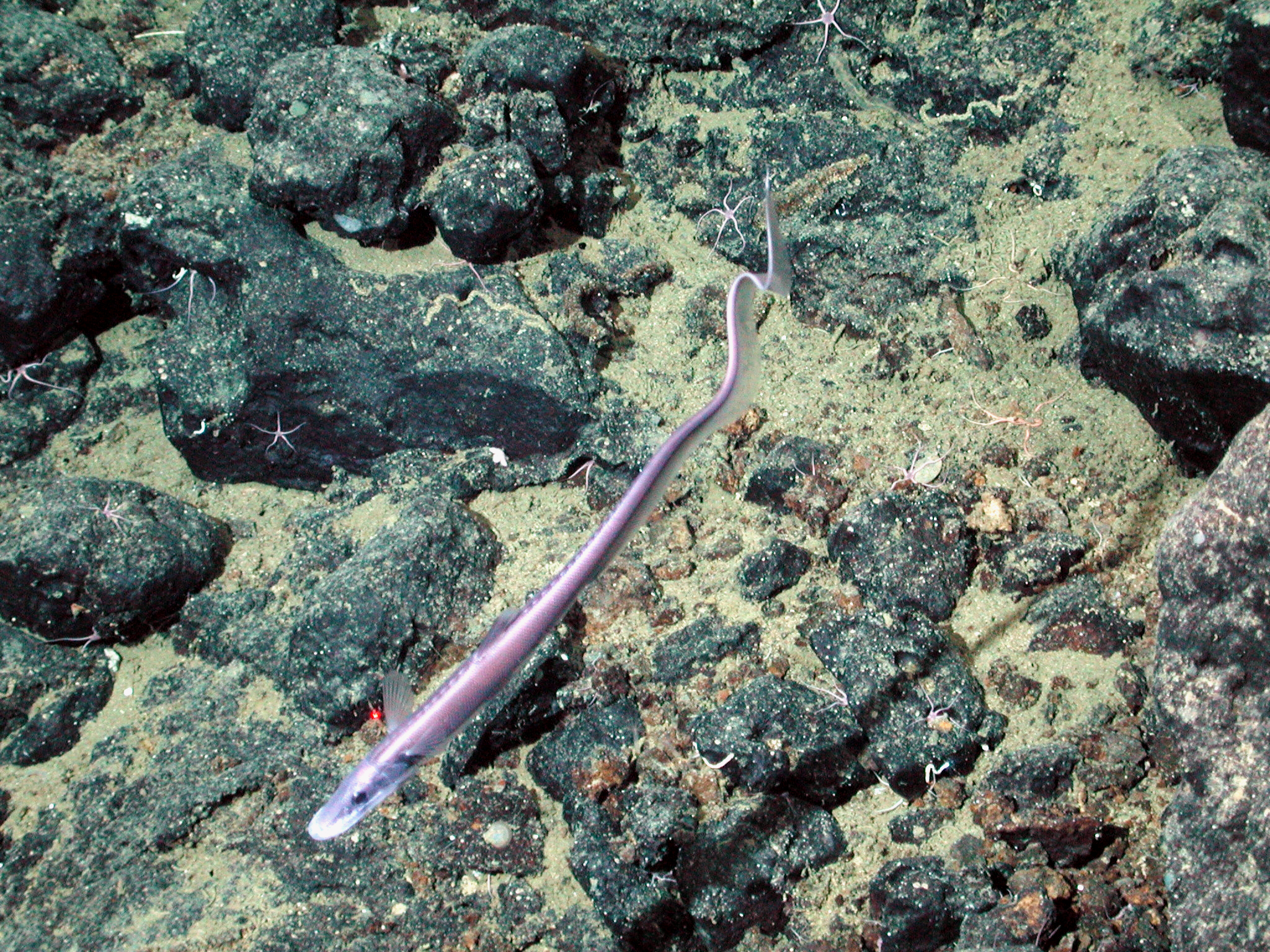
Aldrovandia sp.
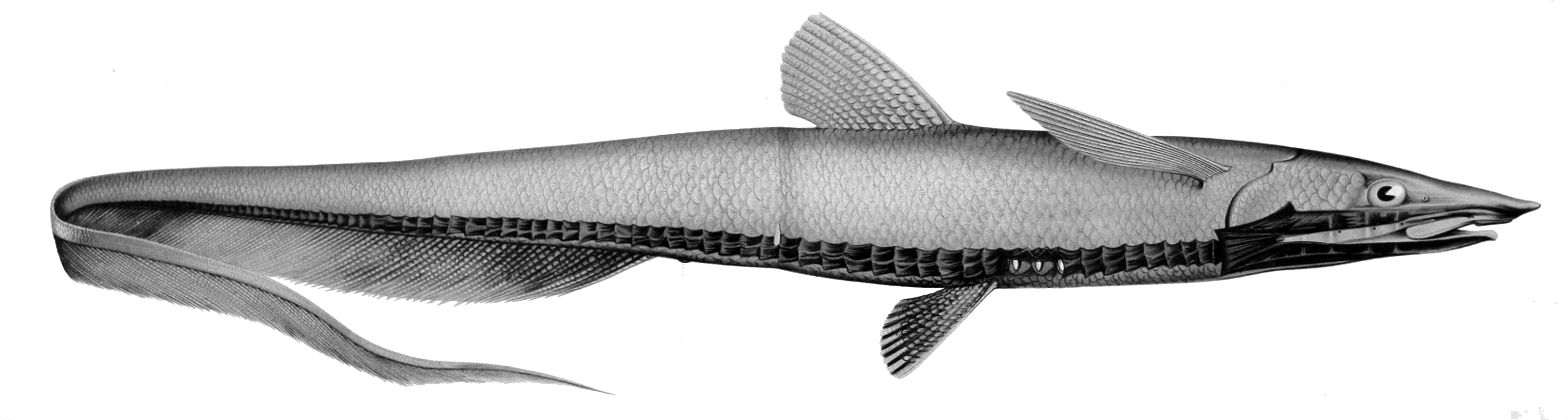
Halosauropsis macrochir
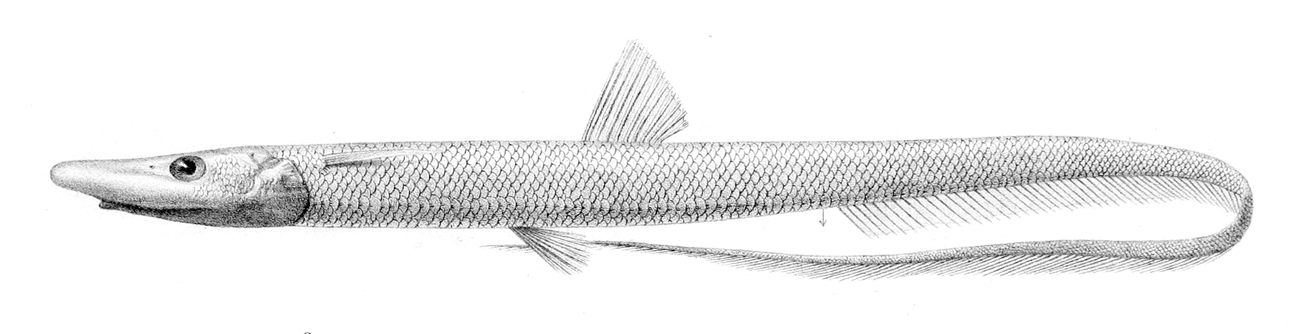
Halosaurus johnsonianus